# 290 (szám)
A 290 (kétszázkilencven) a 289 és 291 között található természetes szám.

## A matematikában
A 290 előállítható 4 egymást követő prímszám összegeként: (67 + 71 + 73 + 79). Szfenikus szám. Érinthetetlen szám: nem áll elő pozitív egész számok valódiosztóösszeg-függvényeként.